# Háború és béke (regény)
A Háború és béke (oroszul: Война и мир, Vojna i mir, írásreform előtti írásmóddal: Война и миръ) Lev Nyikolajevics Tolsztoj orosz író egyik fő alkotása, az orosz realista regény fejlődésének egyik kulcsfontosságú dokumentuma. Világszerte az egyetemes irodalom egyik legkiemelkedőbb műveként tartják számon.
Fjodor Sztrahov orosz filozófus szerint az alkotás „Az emberi élet teljes képe. Az akkori Oroszország teljes képe. Teljes képe annak, amit történelemnek és a népek csatájának neveznek. Teljes képe annak, amiben az emberek boldogságukat, nagyságukat, örömüket és megalázottságukat vélik megtalálni. Ez a Háború és béke”. Tolsztoj önmaga is tudatában volt műve jelentőségének s így értékelte azt: „…olyan ez, mint az Iliasz.” Török Endre a jellemzést a következő gondolattal bővítette ki: „Totális mű, a klasszikus Oroszország regénye. Nemcsak az orosz Iliasz, de az orosz Odüsszeia is.”

## Születése

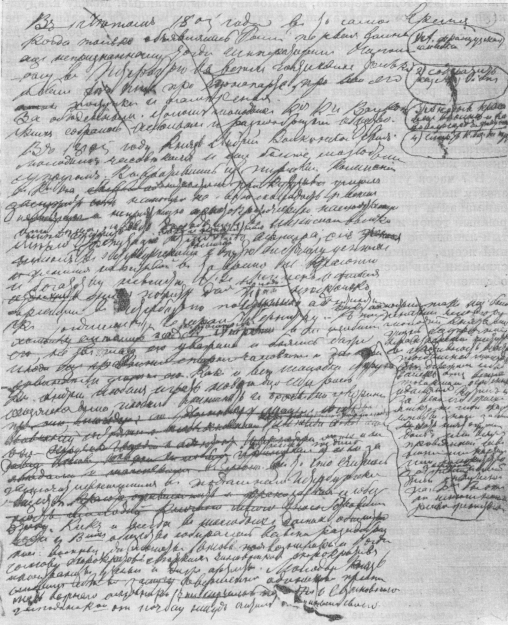
A kézirat kilencedik változata

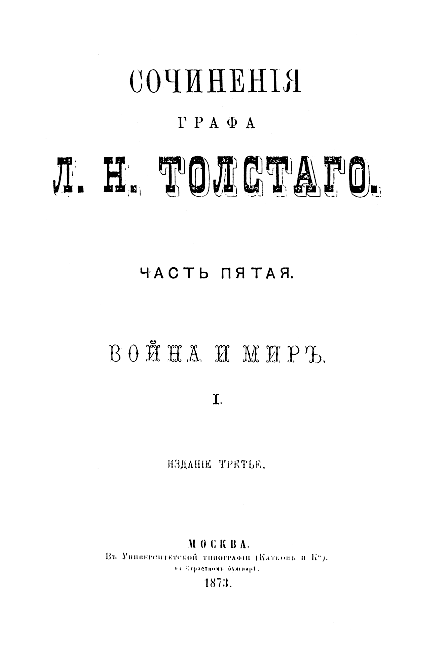
A harmadik kiadás címlapja, 1873-ból

Az író eredeti tervei között egy olyan történelmi körkép megalkotása szerepelt, melyben Oroszország három történelmi fordulópontját kapcsolta volna össze. Ezt Három korszak címmel szerette volna létrehozni. A fontos történések: az 1812. évi borogyinói csata, az 1825. évi dekabrista felkelés és a dekabristák 1856. évi hazatérése Szibériából. Ezek az események szolgáltak volna kiindulópontként az alkotás megszületéséhez, ám az eredeti tervet elvetette, illetve egy korszak felidézésére szűkítette.1862-ben az Orosz Birodalom a Napóleon császár felett aratott győzelemre emlékezett, annak 50. évfordulóját ünnepelve. Tolsztoj 2-3 évi tervezgetés után látott neki a könyv megírásának Jasznaja Poljana-i birtokán. Az alkotás többévnyi megfeszített munka révén jöhetett létre 1865-1868 között. Az író óriási műgonddal dolgozott, állandóan csiszolta, pontosította, átírta műve egyes részeit.

## Megjelenése
A háború és béke 1865-től 1869-ig folytatásokban jelent meg a Russzkij Vesztnyik című folyóiratban.

## Témája
A Háború és béke kb. 15 év eseményeinek rajza (1805-1820). A napóleoni háborúk korának – benne Napóleon oroszországi hadjáratának – Oroszországban végbemenő eseményeit, társadalmának változásait, legfőképpen a korabeli orosz nemességet ábrázolja.
Négy nemesi család élettörténete bontakozik ki a műben, a Rosztov grófok, a Bolkonszkij, illetve Kuragin hercegek és a Bezuhovok arisztokrata világát ismerheti meg az olvasó. A két barát, Pierre Bezuhov és Andrej Bolkonszkij mindketten ugyanazon nő, Natasa Rosztova iránt éreznek szerelmet.
A háttérben véres történelmi események színterévé válik az ország, a franciák megtámadják az orosz földet is, majd kibontakozik a Napóleon elleni össznépi összefogás, amelynek vezetői a csatatereken Kutuzov hadvezér és Karatajev, a parasztság képviselője. A Háború és béke két nagy történelmi csatát is bemutat, a borogyinói és az austerlitzi ütközetet.
„Most már világos, hogy mi okozta 1812-ben a francia hadsereg pusztulását. Senki sem vitathatja, hogy a napóleoni francia hadsereg pusztulásának a következő két oka volt: egyrészt, kései időszakban mélyen behatolt Oroszország területére, anélkül, hogy téli hadjáratra felkészült volna; másrészt, mivel az orosz városokat felégették, és mivel az orosz népben gyűlölet támadt az ellenséggel szemben, a háború sajátos jelleget öltött. De akkor senki se látta előre (ami most már nyilvánvaló), hogy csakis ezen az úton-módon pusztulhat el a világ nyolcszázezer főnyi, legjobb hadserege – amelyet a legjobb hadvezér vezényel – a tapasztalatlan parancsnokok vezette, a feleennyire sem erős, tapasztalatlan orosz hadsereggel való összecsapásban…” (3. könyv, 2. rész, 1. fejezet)

## Műfaja

### 19. századi realista történelmi regény

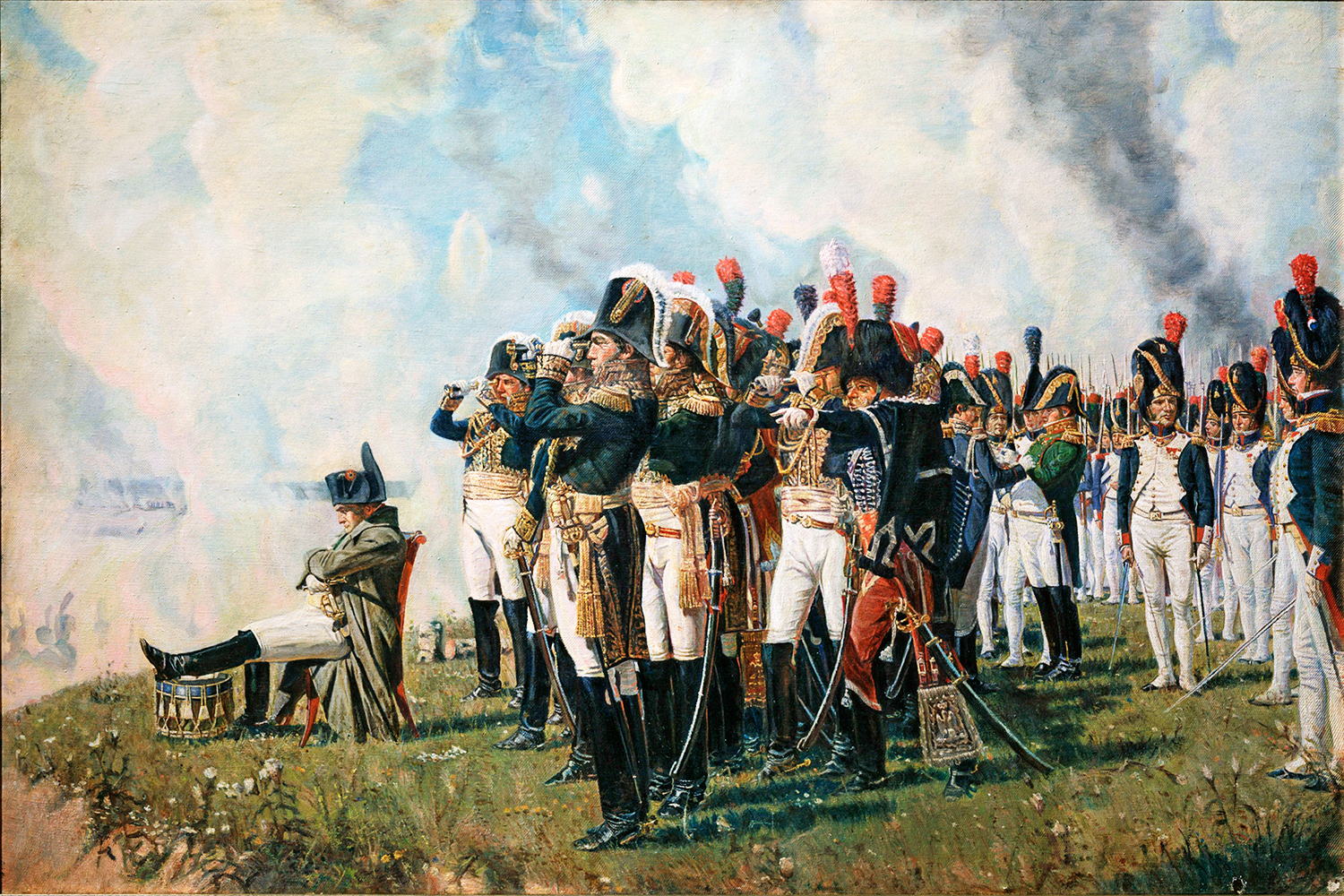
Napóleon a borogyinói csatában, Vaszilij Vasziljevics Verescsagin festménye

John Lukacs véleménye alapján a 19. századi történelmi regény „témája (a szerelmi vagy más egyéni-emberi cselekmény szövődménye) a főtéma, az előtér: a történelem nagymértékű freskója pedig a háttér, amely arra szolgál, hogy színt, dimenziót adjon a szerelmi vagy más cselekmény valószínűségének”. A 20. században már másképp jelenik meg a történelmi regény fogalma: előtere, színtere, főtémája a történelem: „az író érdeklődése elsősorban a történelemnek szól, s csak másodsorban a regénynek, illetve a szerelmi vagy családi szövődménynek, amelyben tudva-tudattalanul a történelem következményét látja.” A 19. századi történelmi regény legeklatánsabb példájaként a Háború és béke említhető (szemben például Paszternak Dr. Zsivagójával). Lukács azt vallja, hogy a mű „a 19. század történelmi regényének prototípusa”. A regényes történet maga a mű előterében foglal helyet, míg a háttérben a napóleoni háborúk eseményei peregnek. Az író történetszemlélete még a romanticizmus és a pozitivizmus jegyében fogant.

### Történelmi krónika és eposz
Hajnády Zoltán szerint: „nem regény, még kevésbé poéma és a legkevésbé történelmi krónika”. A műben keverednek az eposzi és a regényekre jellemző vonások, elemei úgy ötvöződnek benne, hogy emellett gazdag lélektani elemzések és a kor erkölcsrajza is helyet kap az átfogó igényű alkotásban. 
- Történelmi krónika jellegű elemei: Tolsztoj az írás alkalmával korabeli dokumentumokhoz, hadtörténeti írásokhoz és visszaemlékezésekhez fordult. Nem kopírozta le a történelemkönyvek lapjait, de megtartotta művében a történelmi hűség hagyományát. Összesen mintegy 600 egyénített szereplőt, 200 történelmi személyt és 20 nagyobb csatajelenetet ábrázol monumentális művében az író.
- Eposz jellegű elemei: Az író szerint a történelem irányítói nem a kivételes egyéniségek, hanem a tömeg, így az alkotása amolyan „népeposznak” is nevezhető.[2]

### Regényeposz
A Fazekas Kulturális Enciklopédiában azt olvashatjuk: „Tolsztoj legnagyobb művészi vállalkozása; regényeposza e mű.” Az író maga is kommentárokat, magyarázatokat fűz a cselekményhez, a cselekmény menetét sokszor filozófiai fejtegetések szakítják meg, melyből megismerjük Tolsztoj történelmi és erkölcsi szemléletét, az eszményi élet ideálját.

## Szereplők

Családfák

A főszereplőket vastag kiemeléssel jelöljük.
- Mihail Illarionovics Kutuzov herceg – az orosz sereg idős fővezére
- törzstisztek a főhadiszálláson és egyéb névvel szereplő tisztek:
  - Zserkov
  - Tusin kapitány
  - Bagration herceg
  - Dohturov
  - Tolsztoj gróf
  - Barclay de Tolly
  - Rajevszkij
- Napóleon császár – az ellenfél, a francia támadó seregek hadvezére
- Sándor cár
- Ferenc császár
- Pjotr Kirillovics Bezuhov gróf (Pierre)
- Kuragin család:
  - Anatolij Vasziljevics Kuragin herceg (Anatole)
  - Hippolit Vasziljevics Kuragin herceg (Hyppolite) – Anatole testvére
  - Jelena Vasziljevna Kuragina (Hélene) – Anatole testvére
  - Vaszilij Kuragin herceg (Basil) – az apa, a családfő
  - Kuragina hercegné – az anya
- Bolkonszkij család:
  - Andrej Nyikolajevics Bolkonszkij herceg (André)
  - Liza – Andrej felesége
  - Nyikolaj Andreics Bolkonszkij herceg – Andrej és Liza gyermeke
  - Marja Nyikolajevna Bolkonszkaja hercegnő (Marie) – Andrej testvére
  - Nyikolaj Andrejevics Bolkonszkij herceg – Andrej apja, a családfő
  - m-lle Bourienne – francia társalkodónő az öreg herceg udvarában
- Rosztov család
  - Nyikolaj Iljics Rosztov gróf
  - Natalja Iljinyicsna Rosztova grófnő (Natasa, Nathalie) – Nyikolaj húga
  - Pjotr Iljics Rosztov gróf (Petya) – Nyikolaj öccse
  - Vera Iljinyicsna Rosztova – Nyikolaj nővére
  - Natalja Rosztova grófné – Nyikolaj anyja
  - Ilja Andreics Rosztov – Nyikolaj apja, a családfő
  - Szonya Rosztova (Sophie) – Nyikolaj unokahúga
- Drubeckoj család
  - Anna Mihajlovna Drubeckaja
  - Borisz Drubeckoj – Anna Mihajlovna fia

### Kapcsolatok
A regényben végigkövethetőek a négy nemesi család tagjai között fennálló különböző viszonyok, szerelmek, barátságok, házasságok…
- Szonja – Nyikolaj: szerelem
- Natasa – Borisz: szerelem
- Hélene – Pierre: házasság
- Nyikolaj – Gyenyiszov: barátság
- Gyenyiszov – Natasa: szerelem, leánykérés
- Dolohov – Szonja: leánykérés
- Hélene – Anatole
- Hélene – Borisz: bizalmasok
- Pierre – Andrej: barátság
- Vera – Berg: házasság
- Andrej – Natasa: leánykérés
- Marja – Julie Karagina: levelezőtársak
- Pierre – Natasa: házasság
- Marja – Nyikolaj: házasság

## Cselekménye
Első könyv
- 1. rész – 25 fejezet
- 2. rész – 21 fejezet
- 3. rész – 19 fejezet

Második könyv
- 1. rész – 16 fejezet
- 2. rész – 21 fejezet
- 3. rész – 26 fejezet
- 4. rész – 13 fejezet
- 5. rész – 22 fejezet

Harmadik könyv
- 1. rész – 23 fejezet
- 2. rész – 39 fejezet
- 3. rész – 34 fejezet

Negyedik könyv
- 1. rész – 16 fejezet
- 2. rész – 19 fejezet
- 3. rész – 19 fejezet
- 4. rész – 20 fejezet

Epilógus
- 1. rész – 16 fejezet: Az epilógus első részében a történelmi személy jelentőségéről ismerheti meg az olvasó Tolsztoj filozófiai fejtegetésit.
- 2. rész – 12 fejezet: Az utolsó részben a történelem tárgyáról, a népek és az emberiség életéről fejti ki gondolatait az író. A két részben betekintést nyerhetünk Tolsztoj történelemszemléletébe.

## Értelmezések

### A mű jelentéstartalmai
A Háború és béke több célkitűzést valósít meg: 
- A régmúlt eseményeinek láttatásával rávilágít a Tolsztoj korabeli jelen megértésére.
- A történelmi regény mintegy keretet biztosít az erkölcsrajz számára.
- Aprólékosan jellemzi a hősöket, ezzel a lélektani ábrázolás újszerű megközelítésével fordul szereplői felé. Ez először ellenállásba ütközött a kritikusok, olvasók körében.[3]

A mű címe is utal arra, hogy az alkotás a műben három jelentést is hordoz: 
- Láttatja Oroszország belső konfliktusait, a nemesség és a nép közeledésének szükségességét egy nagyobb cél, jelen esetben a Napóleon felett aratott győzelem reményében. A nemesség, melyet korábban áthatott a napóleoni eszme, itt megérti, hogy az összefogásra szükség van.
- Nemes hercegek, grófok személyes életútjának egy részletét ábrázolva mutatja be, hogyan keresik e hősök életük értelmét.
- Leírja kordokumentumok segítségével a történelmi valóságot, a Napóleon elleni háború csatáit s benne az orosz nép magas erkölcsi példaképpé válik.[4]

### Történelemszemlélete
Tolsztoj szerint a történelem sorát, menetét nem az ember szabja meg, hanem a Gondviselés, azaz Isten. A történelmi szereplők pedig csupán a végrehajtói az isteni akaratnak. A történelmet nem egy egy hős, kiemelkedő egyéniség irányítja, hanem kiemelkedő szerep jut a népnek, a tömegnek:
„A történetírás, ha elveti azt a régi nézetet, hogy az istenség egy kiválasztott személynek alárendeli a nép akaratát, egyetlen lépést sem tehet anélkül, hogy ellentmondásokba ne keveredjék; választania kell tehát: vagy visszatér az előbbi hithez, mely szerint az istenség közvetlenül részt vesz az emberiség ügyeiben; vagy határozottan megmagyarázza azt a történelmi eseményeket előidéző erőt, amelyet hatalomnak neveznek”. (Tolsztoj, Epilógus, 1. fejezet/5. rész)
Így a hatalmat nem istenadta privilégiumként fogja fel, mely bizonyos embereknek fizikai, erkölcsi fölényén alapszik, hanem a tömegek akaratának összességeként definiálja:
„Ha a hatalom forrása nem a hatalmat birtokoló személy testi vagy lelki tulajdonságaiban rejlik, akkor nyilvánvaló, hogy e hatalom forrását az illető személyen kívül, abban a kapcsolatban kell keresnünk, amely a tömegek és a hatalmat birtokló személy között fennáll. És csakugyan így is értelmezi a hatalmat a jogtudomány, a történelemnek az a váltóbankja, mely azt ígéri, hogy a hatalom történelmi fogalmát tiszta aranyra váltja be. A hatalom a tömegek akaratának összessége, amely a tömegek kifejezett vagy hallgatólagos beleegyezésével megválasztott kormányférfiakra száll át.” (Tolsztoj, Epilógus, 1. fejezet/5. rész)
Az igazi történelmi alakot az emeli magasba, hogy elfogadja, megérti a Gondviselés nép által sugallt kívánságát. Így növekszik meg Kutuzov alakja, akinek taktikája a halogatás volt, s így válik sajnálatraméltó, szánalmas alakká Napóleon a műben. Napóleon a magabiztos fellépésével, irányításával önnön képére kívánja igazítani a világ sorsát és befolyásolni a történelem folyását, emberi életek felett akar rendelkezni, s ebbe bukik bele.
A történelem és szabadság közti összefüggéseket a következőképpen tárja fel: 
Ugyanígy a történelemben azt, amit ismerünk, a szükségszerűség törvényeinek nevezzük; azt, amit nem ismerünk, szabadságnak. A szabadság a történelem szempontjából csupán annak kifejezése, ami ismeretlen marad azon túl, amit az ember életének törvényeiről tudunk. … A történelem az ember szabadságának megnyilvánulását a külső világgal időben és oksági viszonyban való kapcsolatában vizsgálja, vagyis az értelem törvényeivel határozza meg ezt a szabadságot, ezért a történelem csak annyiban tudomány, amennyiben ezek a törvények meghatározzák ezt a szabadságot. (Tolsztoj, Epilógus, 2. fejezet/11. rész)
Tolsztoj a történelmet vizsgálva megállapítja, hogy az a természettel szemben jelentéktelen. Így szereplői közül is a természethez közel álló alakokat értékeli pozitívan. A történelmi alak csak kiszolgáltatott lény, az eszményített alak pedig maga a természetesség.

### A főszereplők jellemzése
- Mihail Illarionovics Kutuzov herceg – az orosz sereg idős fővezére
- Platon Karatajev
- Napóleon császár – az ellenfél, a francia támadó seregek hadvezére
- Pjotr Kirillovics Bezuhov gróf (Pierre)
- Anatolij Vasziljevics Kuragin herceg (Anatole)
- Andrej Nyikolajevics Bolkonszkij herceg
- Natalja Iljinyicsna Rosztova grófnő (Natasa, Nathalie) – Nyikolaj húga

Az író annak alapján csoportosítja szereplőit, ki mennyire áll közel a természethez és a természetességhez. 

## Stílusa
A korabeli orosz szalonok, nemesi társasági élet divatos nyelve a francia volt, így az első ötven oldalon sűrűn követik egymást a francia mondatok, kifejezések. Mindez kissé megnehezíti az olvasást, jegyzetek tarkítják a sorokat, s minduntalan a lap alján található fordításokra irányítják az olvasó figyelmét. A francia és az orosz nyelv keveredését érzékelteti rögtön a bevezető, első jelenet (az orosz szöveg itt a magyar fordítás kiemelve, számozás – láthatók a sűrűn előforduló hivatkozások a jegyzetekre, Makai Imre után idézve): 
„Eh bien, mon prince. Gênes et Lucques ne sont plus que des apanages, des jószág, de la famille Buonaparte. Non, je vous préviens, que si vous ne me dites pas, que nous avons la guerre, si vous vous permettez encore de pallier toutes les infamies, toutes les atrocités de cet Antichrist (ma parole, j'y crois) – je ne vous connais plus, vous n'êtes plus mon ami, vous n'êtes plus hűséges rabszolgám, comme vous dites.[1] De azért isten hozta, isten hozta. Je vois que je vous fais peur,[2] foglaljon helyet és beszéljen.”

## Magyarul
- gróf Tolsztoj Leo: Háború és béke. Történelmi korrajz, 1-6.; Ráth, Bp., 1885–1886 [ismeretlen fordító, francia nyelvű kiadás alapján]
- Tolsztoj: Háború és béke; ford. Ambrozovics Dezső; Révai, Budapest, 1907
- Háború és béke. Regény 15 fejezetben egy epilógussal, 1-5.; ford., bev. Bonkáló Sándor, ill. Semjén Ferenc; Gutenberg, Bp., 1928 (Tolsztoj összes regényei és elbeszélései)
- Háború és béke, 1-2.; ford. Makai Imre; Új Magyar Könyvkiadó, Bp., 1954 (Orosz remekírók)
- Háború és béke I-II.; ford. Makai Imre, jegyz. Kispéter András; Magyar Helikon, Bp., 1965 (Lev Tolsztoj művei, 5-6.)
- Lev Tolsztoj. Háború és Béke. A regény tartalmának tömörített ismertetése; Allenby-Könyvtár, Tel-Aviv, 197?
- Háború és béke, 1–2.; ford. Makai Imre, újraszerk., szöveggond. Gy. Horváth László; Európa, Bp., 2013
- Háború és béke, 1–3.; ford. Gy. Horváth László; 21. Század Kiadó, Bp., 2022

## Hatása

### Irodalmi művek
- Vaszilij Akszjonov: Moszkvai történet – a Háború és börtön című részben megjelenik a Háború és béke 20. századi megvalósulása. Szereplőiben (például Osztasov kapitány vagy Vujnovics) felismerhetjük Bolkonszkij herceg alakját. A tömegek mozgatásának vágyában rá lehet ismerni a Napóleon és Trockij között húzódó párhuzamra. Akszjonov nem ért egyet a tolsztoji történelemfilozófiával, mely a nagy egyéniségek történeti szerepét feszegeti.

### Filmfeldogozások
- Háború és béke (1956), rendező: King Vidor
- Háború és béke (1968), rendező: Szergej Bondarcsuk
- Háború és béke (1972-1973), rendező: John Davies (szül. 1934) [15 órás, 20 részes BBC sorozat Anthony Hopkins főszereplésével][5]
- Háború és béke (2007), rendező: Robert Dornhelm
- Háború és béke (2016), rendező: Tom Harper